# Rusland ved vinter-OL 2014
Rusland deltog ved vinter-OL 2014 i Sotji, som blev afholdt i perioden 7. februar til 23. februar 2014.

## Medaljer
| 2014 Sotji | Guld | Sølv | Bronze | Total |
| Rusland    | 13   | 11   | 9      | 33    |